# هوكومان
هوكومان أو هوكومن (بالإنجليزية: Hawkwoman)‏ هي شخصية خيالية من دي سي كومكس ظهرت لأول مرة في القصص المصورة في فبراير من عام 1961، وتعد أحد أهم شخصيات دي سي كومكس وتظهر في العديد من القصص الصورة ومسلسلات الرسوم المتحركة أو الكرتون والأفلام التي تصنعها الشركة، هوك ومن على قرابة بهوكمان وهوكغيرل.